# Cesare Luporini
Cesare Luporini, né à Ferrare le 20 août 1909 et mort le 25 avril 1993 à Florence, est un philosophe, historien de la philosophie et homme politique communiste italien.

## Biographie
Luporini naît à Ferrare, mais vit à Florence dès sa petite enfance. Il est diplômé de l'université de Florence en 1933, après avoir défendu sa thèse sur Kant. Il part aussitôt pour Fribourg suivre les cours de Martin Heidegger (qu'il avait déjà rencontré en tant qu'étudiant en 1931), puis à Berlin pour suivre les cours d'éthique de Nikolai Hartmann. Après la publication de ses premiers essais sur Scheler et Leopardi et après son enseignement dans des établissements d'enseignement secondaire toscans, il est invité en 1939 par Giovanni Gentile à enseigner l'allemand à l'école normale supérieure de Pise, où il demeure jusqu'à la fin de la guerre.
Dans les années 1930-1940, Luporini est l'un des représentants italiens de l'existentialisme, avec des réflexions sur la liberté de l'individu. Dans le champ politique, il se classe dans la résistance antifasciste socialiste libérale.
Mais avec la fin de la guerre, Luporini se détourne de l'existentialisme et se « convertit » à Marx, et s'inscrit au Parti communiste italien. Il est cofondateur en 1945 avec Ranuccio Bianchi Bandinelli et Romano Bilenchi d'une revue culturelle à Florence intitulée Società. Il continue d'enseigner à l'université en qualité de professeur d'histoire de la philosophie, puis de philosophie morale à l'université de Cagliari, à celle de Pise et à celle de Florence,. Au sein de la philosophie marxiste, il polémique avec les tenants de l'école de Galvano Della Volpe, soutient le dialogue avec Louis Althusser (mais rejette son anti-humanisme), et à partir de 1965 propose de lire la pensée de Marx du point de vue de la critique radicale de l'historicisme.
En 1956, il devient membre du comité central du Parti communiste italien et y reste jusqu'à la dissolution du parti. Il est élu sénateur au parlement de la troisième législature (1958-1963). Parmi ses initiatives parlementaires, il a coparrainé (avec son collègue Ambrogio Donini) le projet de loi (n° 359, 21 janvier 1959) pour la réforme organique de l'école secondaire inférieure, qui est considérée comme une étape fondamentale vers la démocratisation de la vie civique. Au cours de l'âpre confrontation politique qui, en 1989, a conduit à la dissolution du PCI et à la formation du Parti démocrate de la gauche, il s'est rangé du côté de Pietro Ingrao contre le tournant de Bologne d'Achille Occhetto, prônant la restauration du Parti communiste sous la forme du Parti de la refondation communiste. Luporini est membre du jury du Prix Pozzale Luigi Russo.
Cesare Luporini meurt à Florence en 1993 et est inhumé dans la chapelle funéraire familiale du cimetière des Portes Saintes de Florence.

## Quelques travaux
- Situazione e libertà nell'esistenza umana, Florence, Le Monnier (1942) (IIe éd., mod. et augm., Florence, Sansoni, (1945); IIIe éd. in C. Luporini, Situazione e libertà nell'esistenza umana e altri scritti, Rome, Editori Riuniti, 1993).
- Filosofi vecchi e nuovi, Florence, Sansoni, (1947)
- La mente di Leonardo, Florence, Sansoni (1953) (IIIe éd., Florence, Le Lettere, 2019).
- Voltaire e le 'Lettres philosophiques', Florence, Sansoni (1955) (IIe éd., Turin, Einaudi, 1977).
- Spazio e materia in Kant, Florence, Sansoni, 1961.
- Introduzione a K. Marx-F. Engels, L'ideologia tedesca, Rome, Editori Riuniti, 1967 (IIIe éd., Rome, Editori Riuniti, 2017).
- Dialettica e materialismo, Rome, Editori Riuniti, 1974.
- (fr) Avec Étienne Balibar et André Tosel, La critique de la politique chez Marx Paris, Maspéro, 1979
- Decifrare Leopardi, Naples, Macchiaroli, 1998.
- Les interventions politiques de Luporini sont réunies dans Cesare Luporini politico, par Federico Lucarini et Sergio Filippo Magni (éd.), Rome, Carocci, 2016.
- Autres textes publiés de manière posthume:
- Il problema della soggettività, «Annali del dipartimento di filosofia dell’Università di Firenze», n. s., V, 2002, pp. 9-21 (relazione al convegno con Sartre del 1961)
- La XI Tesi di Marx su Feuerbach, «Giornale critico della filosofia italiana», XCVII, n. XVI, 2018, pp. 451-486 (conférences données à l'Istituto italiano per gli studi filosofici de Naples en 1983).
- Libertà e strutture. Scritti su Marx (1964-1984), éd. R. Croce, Pise, 2022.
- Une bibliographie complète et révisée éditée par Luca Fonnesu est publiée dans un numéro spécial dédié à Luporini par la revue Il Ponte à l'occasion du centenaire de sa naissance: Cesare Luporini, 1909-1993, "Il Ponte", 11, 2009 (cf. pp. 249-289).
- (es) Un recueil d'écrits en langue espagnole sur le concept de « formation économico-sociale » dans l'œuvre de Marx est publié par Cesare Luporini et Emilio Sereni, sous le titre de El concepto de formación económico social, Cuadernos de Pasado y Presente, 39, Ver Curiosidades, 1973.

### Études sur Luporini
- Quarant'anni di filosofia in Italia. La ricerca di Cesare Luporini, numero monografico di "Critica marxista", 1986, n.6
- Il pensiero di Cesare Luporini,, Milano, Feltrinelli, 1996.
- Cesare Luporini, 1909-1993. Firenze, Il Ponte Editore, Il Ponte, N.11, (2009).

### Essais critiques
- Eugenio Garin, Esistenza e libertà, in "Critica marxista," n.6, 1986, pagg.5-14.
- Sergio Landucci, Quella 'duplice fedeltà', in Il pensiero di Cesare Luporini, Milano, Feltrinelli, 1996.
- Aldo Zanardo, Un orizzonte filosofico materialistico, in "Critica marxista", n.6, 1986, pagg.15-42.
- Roberto Mapelli, Cesare Luporini e il suo pensiero, Milano, Punto Rosso, 2008.
- Sergio Filippo Magni, La morale, l’umanesimo e lo storicismo. Le lettere tra Luporini e Althusser, "Paradigmi", XXXVII, 3, 2019, pp. 513-534.